# Fjärde partiet
Fjärde partiet (engelska The Fourth party) var en liten och övergående, men inflytelserik partigruppering i brittiska underhuset 1880-1884. Den utgjordes av endast fyra medlemmar (lord Randolph Churchill, sir Henry Drummond Wolff, sir John Gorst och Arthur James Balfour), alla tillhörande det vid 1880 års val besegrade torypartiet och drivna till samverkan i oberoende ställning genom gemensamt missnöje med den officiella partiledningens, särskilt sir Stafford Northcotes, lama opposition mot den Gladstoneska ministärens politik.
Den lilla partigruppen bildades under de stormiga förhandlingarna våren 1880 om fritänkaren Bradlaughs upptagande som medlem av underhuset, och såväl i denna tvist som vid behandlingen av regeringens förslag till lag om olycksfallsersättning för arbetare och en mängd andra ärenden lyckades de fyra "frilansarna" genom god sammanhållning och överlägsen oratorisk skicklighet gång efter annan sätta regeringen, trots dess starka majoritet, i svår förlägenhet samt tillvinna sig ett växande, för de officiella ledarna allt annat än välkommet inflytande på toryoppositionens allmänna taktik. Den lilla gruppens - och framför allt dess ledares, Churchills - huvudsyfte var torypartiets föryngring i demokratisk riktning, vilken också av Churchill efter häftiga inre partikonflikter genomfördes 1884, varefter han utan Gorsts samtycke slöt fred med den officiella partiledningen i juli s.å. Därmed upphörde till de båda stora partiernas ömsesidiga lättnad det energiska lilla "fjärde partiets" verksamhet. Balfour hade i denna tagit den minst verksamma delen och redan 1883 fullständigt skilt sig från de tre andra, då Churchill började angripa även hans morbror, lord Robert Gascoyne-Cecil Salisbury, samt för egen del tycktes göra anspråk på Beaconsfields "Elias-mantel" och den faktiska ledningen av det nyorganiserade torypartiet.